# Eva Martín
Eva Martín (Gerona, 14 de marzo de 1974) es una actriz española conocida por participar en series televisivas como Mar de plástico, Merlí: Sapere aude o La Promesa

## Biografía
Nacida en Gerona, se trasladó con su familia a Valladolid cuando tenía 12 años. Con su formación en el colegio e instituto compaginó sus estudios en el Conservatorio de Valladolid, de solfeo, canto (contralto)  y piano. Cuando inició la carrera de Filología inglesa, tuvo su primer contacto con el teatro, en el Aula de Teatro de la Universidad de Valladolid. Tras licenciarse en filología se trasladó a Inglaterra donde residió varios años. Continuó sus estudios musicales y de varios idiomas, dominando además de los natales (español y catalán) inglés, francés, y portugués, y da conciertos de bossa nova y blues.

## Trayectoria
Regresó a España tras la llamada del dramaturgo Juan Antonio Quintana, quien contó con ella para su obra Don Duardos de Gil Vicente, en 1994.
Debutó como actriz en la pequeña pantalla en la serie de televisión Amistades peligrosas (2006), dando vida a Julia. Ese mismo año se unió al reparto de la popular serie El comisario, en la que interpretó a la inspectora Pepa Romero.
A partir de ese momento participó en diversas series de televisión como Amar en tiempos revueltos, El tiempo entre costuras, Mar de plástico o Merlí: Sapere aude. En enero de 2023 se estrenó la serie La Promesa, en la que interpretó al personaje de la marquesa de Luján, Cruz Ezquerdo.
También formó parte del elenco en largometrajes como La tribu o Dolor y gloria y en 2021 protagonizó junto a Elia Galera, la película Pan de limón con semillas de amapola, dirigida por Benito Zambrano, basada en la novela del mismo título de Cristina Campos.
En su faceta como cantante, Eva Martín presentó su proyecto musical en Madrid (2011) en el Auditorio de Conde Duque, en un concierto de jazz, bossa nova, fado y world music. Estuvo acompañada de Juan Pietranera (piano), Floro Aramburu (guitarra y voz), Pablo Navarro (contrabajo) y Martín Bruhn (batería).
En 2017, participó en la obra de teatro musical 'Iberian Gangsters', una puesta en escena sobre la corrupción, dirigida por Álvaro Lavín.
Además de actriz y cantante, es coach de interpretación y fonética.

## Filmografía

### Cine
| Año  | Título                               | Personaje                 | Director         |
| ---- | ------------------------------------ | ------------------------- | ---------------- |
| 2012 | El perfecto desconocido              | Sandra                    | Toni Bestard     |
| 2013 | Viral                                | Silvia                    | Lucas Figueroa   |
| 2016 | Plan de fuga                         | Agente Delitos Económicos | Iñaki Dorronsoro |
| 2018 | La tribu                             | Natalia                   | Fernando Colomo  |
| 2019 | Dolor y gloria                       | Radióloga                 | Pedro Almodóvar  |
| 2021 | Pan de limón con semillas de amapola | Anna                      | Benito Zambrano  |

### Televisión
| Año       | Título                    | Personaje                                 | Cadena         | Notas         |
| --------- | ------------------------- | ----------------------------------------- | -------------- | ------------- |
| 2006      | Amistades peligrosas      | Julia                                     | Cuatro         | 10 episodios  |
| 2007-2009 | El comisario              | Pepa Romero                               | Telecinco      | 26 episodios  |
| 2010      | La que se avecina         | Lorena                                    | Telecinco      | 1 episodio    |
| 2010-2011 | Amar en tiempos revueltos | Irene Medina Díaz                         | La 1           | 261 episodios |
| 2011      | Hospital Central          | Beatriz                                   | Telecinco      | 1 episodio    |
| 2012      | Toledo, cruce de destinos | Bárbara                                   | Antena 3       | 4 episodios   |
| 2013      | Niños robados             | Cuñada Gloria                             | Telecinco      | 2 episodios   |
| 2013-2014 | El tiempo entre costuras  | Madre Alba                                | Antena 3       | 3 episodios   |
| 2014      | Los misterios de Laura    | Elena                                     | La 1           | 1 episodio    |
| 2014      | Víctor Ros                | Ana Escurza                               | La 1           | 4 episodios   |
| 2015      | Mar de plástico           | Carmen Almunia                            | Antena 3       | 12 episodios  |
| 2017      | La princesa Paca          | Carmen Conde                              | La 1           | Telefilme     |
| 2017-2018 | Servir y proteger         | Nuria                                     | La 1           | 16 episodios  |
| 2018      | Fugitiva                  | Policía                                   | La 1           | 1 episodio    |
| 2019      | La caza. Monteperdido     | Virginia Bescos                           | La 1           | 3 episodios   |
| 2019      | Brigada Costa del Sol     | Carmen                                    | Telecinco      | 1 episodio    |
| 2019      | Las chicas del cable      | Mercedes                                  | Netflix        | 3 episodios   |
| 2019-2021 | Merlí: Sapere aude        | Sílvia Montoliu                           | Movistar Plus+ | 14 episodios  |
| 2019-2020 | El embarcadero            | Montse                                    | Movistar Plus+ | 6 episodios   |
| 2020      | Caronte                   | Juez Sarcillo                             | Telecinco      | 1 episodio    |
| 2020      | Desaparecidos             | Comisaria Principal Velasco               | Telecinco      | 5 episodios   |
| 2020-2023 | Valeria                   | Chus                                      | Netflix        | 10 episodios  |
| 2022      | Apagón                    | Ministra                                  | Movistar Plus+ | 1 episodio    |
| 2023      | Cristo y Rey              | Jueza                                     | Atresplayer    | 1 episodio    |
| 2023      | Las invisibles            | Alicia                                    | SkyShowtime    | 8 episodios   |
| 2023-2025 | La promesa                | Cruz Ezquerdo, marquesa consorte de Luján | La 1           | 553 episodios |
| 2024      | Galgos                    | Amalia Rivera                             | Movistar Plus+ | 3 episodios   |